# Børge Riisbrigh
Børge Riisbrigh,  född den 5 december 1731 på Fyn, död den 18 april 1809 i Köpenhamn, var en dansk filosof.
Riisbrigh var 1767–1803 professor i logik och metafysik vid Köpenhamns universitet, där han som föreläsare utövade stort inflytande på den studerande
ungdomen. 
I likhet med sin lärare Gunnerus var han till en början anhängare av Wolff, men slöt sig på äldre dagar till Kant.

## Utmärkelser
- Etatsråd,  1803[2]
- Riddare av Dannebrogorden,  1809[2]

[Redigera Wikidata]